# Paul McGillion

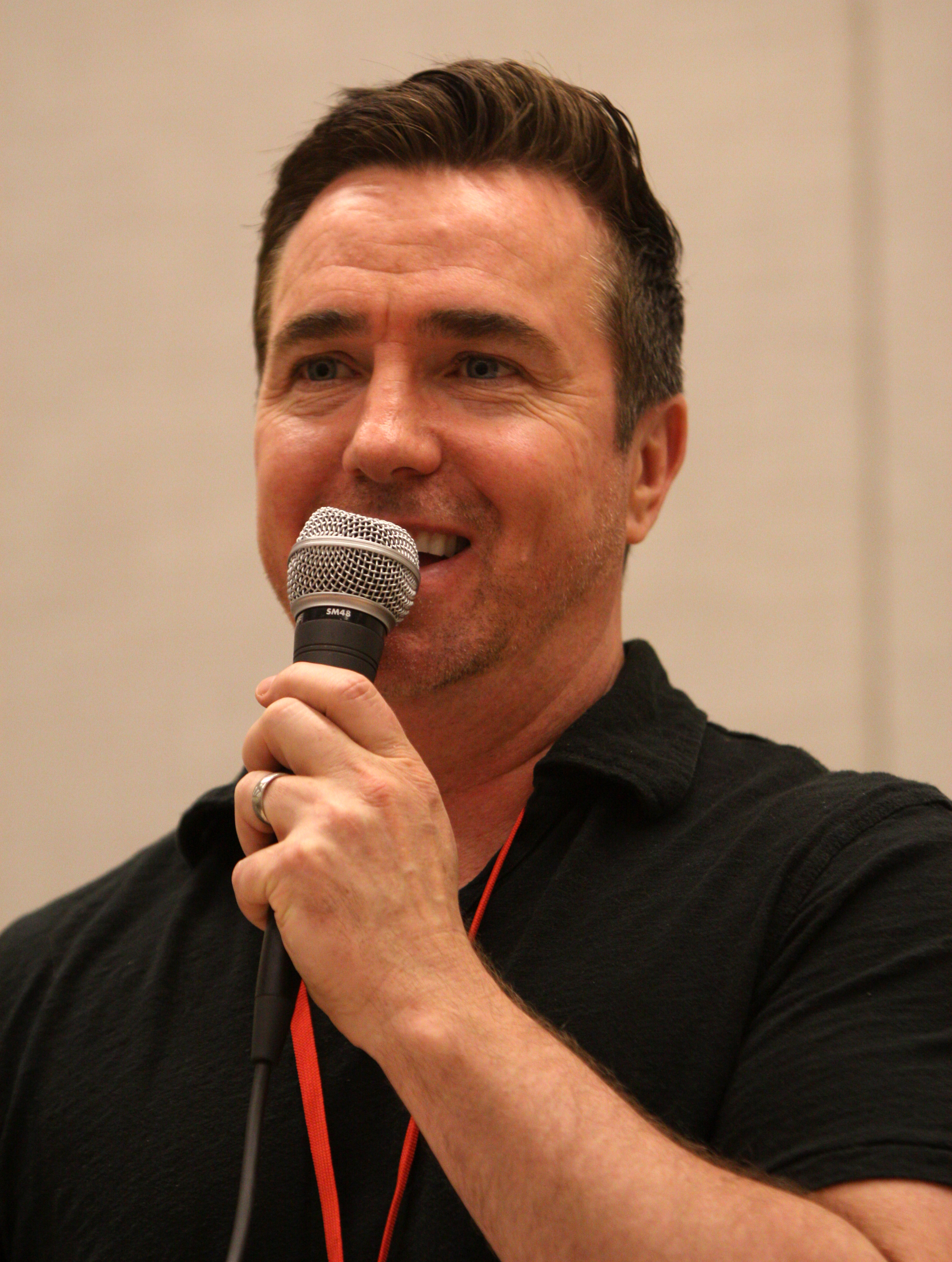
Paul McGillion (2011)

Paul McGillion (* 5. Januar 1969 in Paisley, Schottland, Vereinigtes Königreich) ist ein kanadischer Schauspieler.

## Leben
McGillion ist in Schottland geboren und in Kanada aufgewachsen. Seine Familie emigrierte, als er zwei Jahre alt war, und machte dabei einen Zwischenstopp in Irland, da McGillions Vater Ire ist. Als McGillion elf war, kehrte seine Familie für etwas mehr als drei Jahre wieder nach Schottland zurück.
Er studierte später Biologie und Sport auf Lehramt und Schauspiel im Nebenfach. In dieser Zeit widmete er sich auch dem Ringen. Nach seinem Abschluss begann er in Toronto Schauspiel zu unterrichten und zu Vorsprechen zu gehen. In den Jahren 1998 und 1999 lehrte er an der renommierten Vancouver Film School.
Internationalen Bekanntheitsgrad erhielt er durch seine Rolle als Dr. Carson Beckett in der Fernsehserie Stargate Atlantis. Er hatte bereits in der ersten Staffel von Stargate – Kommando SG-1 einen Gastauftritt, allerdings in der Rolle des jungen Dr. Ernest Littlefield. Außerdem hat er eine Nebenrolle in Sanctuary – Wächter der Kreaturen als Leiter des New Yorker Sanctuarys. Am 19. September 2010 heiratete er Courtney Armstrong.
Im Rahmen einer Charity signierte er mit vielen anderen Schauspielern aus Science-Fiction-Serien ein Buch, welches im Rahmen der 100. Star Trek Vorlesung am 15. Dezember 2011 an der Fachhochschule Kaiserslautern (Standort Zweibrücken), bei ebay versteigert wird.
McGillion hat fünf Brüder und eine Schwester und lebt heute in Vancouver.

## Filmografie (Auswahl)
- 1994, 1997: Akte X – Die unheimlichen Fälle des FBI (The X-Files, Fernsehserie, 2 Episoden)
- 1997: Stargate – Kommando SG-1 (Stargate SG-1, Fernsehserie, Episode 1x11)
- 1998: Sploosh
- 1998: Der Sentinel – Im Auge des Jägers (The Sentinel, Fernsehserie, Episode 3x18)
- 1999: Viper (Fernsehserie, Episode 4x9)
- 2000: My 5 Wives
- 2001: Love and Treason
- 2001: NTSB: The Crash of Flight 323
- 2001: Replicant
- 2003: Twilight Zone (The Twilight Zone, Fernsehserie, eine Episode)
- 2003: Gelegenheit macht Liebe (A Guy Thing)
- 2003: Lonesome Joe
- 2003: See Grace Fly
- 2004: Jack
- 2004–2009: Stargate Atlantis (Fernsehserie, 62 Episoden)
- 2005: The Deal
- 2007: A Dog’s Breakfast – Eine Leiche für den Hund (A Dog’s Breakfast)
- 2007: Loch Ness – Die Bestie aus der Tiefe (Beyond Loch Ness)
- 2008: Me, Mom, Dad, and Her
- 2009: Star Trek
- 2009: 24 (Fernsehserie, Episode 7x23)
- 2009: Sanctuary – Wächter der Kreaturen (Sanctuary, Fernsehserie, 4 Episoden)
- 2009: V – Die Besucher (V, Fernsehserie, Episode 1x11)
- 2009, 2015: Supernatural (Fernsehserie, 2 Episoden)
- 2010: Shattered (Fernsehserie, Episode 1x06)
- 2011: Endgame (Episode Deadman Talking)
- 2011: Magic Beyond Words – Die zauberhafte Geschichte der J. K. Rowling (Magic Beyond Words: The JK Rowling Story, Fernsehfilm)
- 2011: Space Transformers
- 2012: Once Upon a Time – Es war einmal … (Once Upon a Time, 2 Episoden)
- 2012: Fringe – Grenzfälle des FBI (Fringe, Fernsehserie, Episode 5x03)
- 2012: Alcatraz (Fernsehserie, Episode 1x01)
- 2015: A World Beyond
- 2015: Frozen Money (Numb)
- 2015–2016: Girlfriends’ Guide to Divorce (Fernsehserie, 3 Episoden)
- 2017: Death Note
- 2017: Bigger Fatter Liar 2
- 2018–2019: The Flash (Fernsehserie, 3 Episoden)
- 2018: Frontier (Fernsehserie, 2 Episoden)
- 2018: Midnight Sun – Alles für dich (Midnight Sun)
- 2018: Time for me to come Home for christmas
- 2019: The Good Doctor (Fernsehserie, Episode 3x08)
- 2021–2022: Immer für dich da (Firefly Lane, Fernsehserie)